# Fairly Legal
Fairly Legal är en drama-TV-serie som hade premiärvisning tidigt år 2011 i USA. Serien producerades i sammanlagt 23 avsnitt spridda över två säsonger.

## Roller
Huvudroller:
- Sarah Shahi – Kate Reed
- Michael Trucco – Justin Patrick
- Virginia Williams – Lauren Reed

## TV-sändning

### Säsong 1
Säsong 1 av TV-serien innehåller 10 avsnitt och sändes torsdagkvällar 22:00 under januari–mars 2011 i USA. Sändande TV-bolag i Sverige för säsong 1 var SVT under sommaren/hösten 2011. 

### Säsong 2
Säsong 2 av TV-serien innehåller 13 avsnitt. Säsongen började spelas in i slutet av 2011 och TV-sändes fredagkvällar 21:00 i USA från mitten av mars 2012 till mitten av juni 2012.

### Nedläggning
Efter säsong 2 lades serien ned efter att tittarsiffrorna var sämre än önskat, vilket innebar att det inte producerades någon tredje säsong .